# Liste der Wassertürme in Sachsen-Anhalt
Die Liste der Wassertürme in Sachsen-Anhalt zählt die der Wasserversorgung dienenden Türme im deutschen Bundesland Sachsen-Anhalt auf. Es sind sowohl in Betrieb befindliche als auch stillgelegte Türme enthalten.
Anmerkungen: Die Tabellenspalten sind sortierbar, dazu dienen die Symbole bei den Spaltenüberschriften. In der Ausgangsansicht sind die Wassertürme nach Name des Ortes (aufsteigend) sortiert.
| Bauwerk/Standort                                               | Landkreis              | Koordinaten           | Baujahr                                 | Behältervolumen in Kubikmetern | Gesamthöhe | Bemerkungen                                                              |
| -------------------------------------------------------------- | ---------------------- | --------------------- | --------------------------------------- | ------------------------------ | ---------- | ------------------------------------------------------------------------ |
| Aken                                                           | Anhalt-Bitterfeld      | 51.8468 12.0471       | 1928                                    | 300                            | 58,5       | denkmalgeschützt (Nr. 094 06000)                                         |
| Alsleben/Saale                                                 | Salzlandkreis          | 51.69433 11.687152    | 1916                                    |                                | 15         |                                                                          |
| Arendsee                                                       | Altmarkkreis Salzwedel | 52.878471 11.494592   |                                         |                                |            |                                                                          |
| Arendsee                                                       | Altmarkkreis Salzwedel | 52.8753333 11.4659722 | 1972                                    |                                |            |                                                                          |
| Arnstein – Sandersleben                                        | Mansfeld-Südharz       | 51.680315 11.560476   | 1930                                    |                                |            |                                                                          |
| Aschersleben                                                   | Salzlandkreis          | 51.75877 11.463651    | 1914                                    | 500                            |            |                                                                          |
| Aschersleben                                                   | Salzlandkreis          | 51.765329 11.450494   | 1899                                    |                                |            |                                                                          |
| Aschersleben – Wilsleben                                       | Salzlandkreis          | 51.806739 11.436437   |                                         |                                |            |                                                                          |
| Bad Dürrenberg – Alter Wasserturm                              | Saalekreis             | 51.288133 12.070373   | 1900 (um)                               |                                |            |                                                                          |
| Bad Dürrenberg – Neuer Wasserturm                              | Saalekreis             | 51.301749 12.078018   | 1940 (um)                               | 300                            | 39         |                                                                          |
| Bad Lauchstädt                                                 | Saalekreis             | 51.390717 11.865553   |                                         |                                |            | denkmalgeschützt (Nr. 094 20669)                                         |
| Bad Schmiedeberg                                               | Wittenberg             | 51.677285 12.708846   | 1908                                    |                                |            |                                                                          |
| Ballenstedt                                                    | Salzlandkreis          | 51.7247222 11.2485278 |                                         |                                |            |                                                                          |
| Barby                                                          | Salzlandkreis          | 51.97255 11.885094    | 1926                                    |                                |            |                                                                          |
| Bernburg (Saale)                                               | Salzlandkreis          | 51.787818 11.734708   | 1874                                    | 750                            | 40         |                                                                          |
| Bernburg (Saale)                                               | Salzlandkreis          | 51.794075 11.754798   |                                         |                                |            |                                                                          |
| Biederitz – Heyrothsberg                                       | Jerichower Land        | 52.14075 11.730472    |                                         |                                |            |                                                                          |
| Bismark (Altmark) – Hohenwulsch                                | Stendal                | 52.667608 11.59458    |                                         |                                |            |                                                                          |
| Bitterfeld-Wolfen – Bobbau                                     | Anhalt-Bitterfeld      | 51.6911 12.262        | 1927                                    | 320                            | 40         | denkmalgeschützt (Nr. 094 12329)                                         |
| Bitterfeld-Wolfen – Filmstraße Wolfen                          | Anhalt-Bitterfeld      | 51.6555 12.2612       | 1918                                    |                                | 36         | denkmalgeschützt (Nr. 094 90103)                                         |
| Bitterfeld-Wolfen – Jahnstraße Wolfen                          | Anhalt-Bitterfeld      | 51.655657 12.270137   | 1914                                    |                                |            | denkmalgeschützt (Nr. 094 06397)                                         |
| Bitterfeld-Wolfen – Wasserturm Farbenfabrik Greppin            | Anhalt-Bitterfeld      | 51.654748 12.281051   |                                         |                                |            | denkmalgeschützt (Nr. 094 90091)                                         |
| Bitterfeld-Wolfen – Bahnhof Bitterfeld                         | Anhalt-Bitterfeld      | 51.6238056 12.3176667 |                                         |                                |            |                                                                          |
| Bitterfeld-Wolfen – Bitterfeld                                 | Anhalt-Bitterfeld      | 51.6368889 12.3074722 |                                         |                                |            |                                                                          |
| Bitterfeld-Wolfen – Greppin                                    | Anhalt-Bitterfeld      | 51.6500556 12.3020833 | 1909–10                                 | 120                            | 40         | 1984 abgerissen – heute dort Miniatur-Nachbildung                        |
| Bördeaue – Tarthun                                             | Salzlandkreis          | 51.9222778 11.481083  | 1930                                    |                                |            |                                                                          |
| Börde-Hakel – Westeregeln                                      | Salzlandkreis          | 51.9593333 11.3855556 |                                         |                                |            |                                                                          |
| Burg – Weinberg                                                | Jerichower Land        | 52.273998 11.8581314  | 1912                                    | 400                            | 46         | denkmalgeschützt (Nr. 05637)                                             |
| Burg – Bahnhofstraße                                           | Jerichower Land        | 52.274888 11.842123   |                                         |                                |            | denkmalgeschützt (Nr. 094 76112)                                         |
| Calbe (Saale)                                                  | Salzlandkreis          | 51.923259 11.7898     |                                         |                                |            |                                                                          |
| Coswig (Anhalt)                                                | Wittenberg             | 51.886452 12.419834   |                                         |                                |            |                                                                          |
| Dessau-Roßlau – Neuer Wasserturm Dessau                        | kreisfreie Stadt       | 51.820618 12.236359   | 1896–97                                 | 1400                           | 63         | denkmalgeschützt (Nr. 094 40114)                                         |
| Dessau-Roßlau – Alter Wasserturm Dessau                        | kreisfreie Stadt       | 51.822707 12.242594   | 1875–76                                 | 600                            |            | denkmalgeschützt (Nr. 094 40095)                                         |
| Dessau-Roßlau – Alter Wasserturm Roßlau                        | kreisfreie Stadt       | 51.889783 12.239107   |                                         |                                |            |                                                                          |
| Dessau-Roßlau – Streetzer Weg Roßlau                           | kreisfreie Stadt       | 51.894884 12.241358   |                                         |                                |            |                                                                          |
| Dessau-Roßlau – Roßlau                                         | kreisfreie Stadt       | 51.895852 12.241194   |                                         |                                |            |                                                                          |
| Dessau-Roßlau – Ziebigk                                        | kreisfreie Stadt       | 51.8465278 12.2336944 | 1894                                    |                                |            |                                                                          |
| Dessau-Roßlau – Mosigkau                                       | kreisfreie Stadt       | 51.8050278 12.1503056 |                                         |                                |            |                                                                          |
| Egeln                                                          | Salzlandkreis          | 51.9375833 11.4205833 | 1917                                    | 400                            | 38         |                                                                          |
| Eilsleben                                                      | Salzlandkreis          | 52.1482 11.1942       | 1872                                    | 200                            | 24         | denkmalgeschützt (Nr. 094 97864)                                         |
| Freyburg(Unstrut) – Zscheiplitz                                | Burgenlandkreis        | 51.21375 11.7351389   | 1870                                    | 60                             | 18         |                                                                          |
| Gardelegen                                                     | Altmarkkreis Salzwedel | 52.5183 11.404        |                                         |                                |            |                                                                          |
| Genthin – Bergzower Straße                                     | Jerichower Land        | 52.409065 12.153938   | 1935                                    | 400                            | 48         | denkmalgeschützt (Nr. 094 18314)                                         |
| Genthin – Bebelstraße                                          | Jerichower Land        | 52.402756 12.15892    | 1846?                                   |                                |            | denkmalgeschützt (Nr. 094 86890)                                         |
| Genthin                                                        | Jerichower Land        | 52.4096 12.1549       | 1886                                    |                                |            |                                                                          |
| Gerbstedt                                                      | Mansfeld-Südharz       | 51.6286389 11.62425   |                                         |                                |            |                                                                          |
| Gerbstedt – Siersleben                                         | Mansfeld-Südharz       | 51.6015 11.5402778    |                                         |                                |            |                                                                          |
| Gleina – Hauptstraße                                           | Burgenlandkreis        | 51.257322 11.71915    | um 1905                                 |                                |            | denkmalgeschützt (Nr. 094 82190)                                         |
| Gleina – Straße der Einheit                                    | Burgenlandkreis        | 51.2594722 11.7204167 | 1907                                    |                                |            | denkmalgeschützt (Nr. 094 82226)                                         |
| Gleina – Baumersroda                                           | Burgenlandkreis        | 51.2613333 11.7538611 | 1907                                    | 50                             |            | denkmalgeschützt (Nr. 094 83681)                                         |
| Gräfenhainichen                                                | Wittenberg             | 51.731182 12.463205   | 1928                                    |                                | 38         | denkmalgeschützt (Nr. 094 40238)                                         |
| Güsten                                                         | Salzlandkreis          | 51.7918611 11.6018333 |                                         |                                |            |                                                                          |
| Halberstadt – Wasserturmstraße                                 | Harz                   | 51.890517 11.03845    | 1881                                    |                                |            | denkmalgeschützt (Nr. 094 02714)                                         |
| Halberstadt                                                    | Harz                   | 51.9007 11.0697       | 1911                                    | 600                            | 34         |                                                                          |
| Halberstadt                                                    | Harz                   | 51.896 11.0846        |                                         |                                |            |                                                                          |
| Haldensleben – Trendelberg                                     | Börde                  | 52.302543 11.415241   | 1910                                    | 300                            | 30         | denkmalgeschützt (Nr. 094 30166)                                         |
| Halle (Saale) – Am Wasserturm/Thaerviertel – Wasserturm Nord   | kreisfreie Stadt       | 51.49274 11.981611    | 1899                                    | 1500                           | 54         | denkmalgeschützt (Nr. 094 08801)                                         |
| Halle (Saale) – Lutherplatz/Thüringer Bahnhof – Wasserturm Süd | kreisfreie Stadt       | 51.4662 11.9762       | 1928                                    | 2000                           | 45,6       | denkmalgeschützt (Nr. 094 04843)                                         |
| Halle (Saale) – Böllberg/Wörmlitz                              | kreisfreie Stadt       | 51.463 11.9483        | 1876                                    |                                | 38         |                                                                          |
| Halle (Saale) – Ammendorf                                      | kreisfreie Stadt       | 51.4385278 11.99875   | ca. 1970                                |                                |            | Schornsteinbehälter                                                      |
| Halle (Saale) – Ammendorf                                      | kreisfreie Stadt       | 51.4367222 11.9855278 | 1926                                    |                                |            |                                                                          |
| Halle (Saale) – Gebiet der DB – Delitzscher Straße 7           | kreisfreie Stadt       | 51.4791 11.9858       | 1914                                    | 210                            | 17         | denkmalgeschützt (Nr. 094 11629)                                         |
| Halle (Saale) – Gebiet der DB – Berliner Straße 20             | kreisfreie Stadt       | 51.493429 12.000449   |                                         |                                |            | denkmalgeschützt (Nr. 094 97110)                                         |
| Halle (Saale) – Gebiet der DB – Berliner Straße 240            | kreisfreie Stadt       | 51.4880833 11.9866667 |                                         |                                |            | denkmalgeschützt (Nr. 094 96720)                                         |
| Halle (Saale) – Lettin                                         | kreisfreie Stadt       | 51.5224444 11.8943056 |                                         |                                |            | Schornsteinbehälter                                                      |
| Halle (Saale) – Freimfelde/Kanenaer Weg                        | kreisfreie Stadt       | 51.4865 11.9941389    | 1893                                    | 200                            | 23         |                                                                          |
| Halle (Saale) – Nördliche Innenstadt                           | kreisfreie Stadt       | 51.4859167 11.9753611 | 1915                                    |                                |            |                                                                          |
| Halle (Saale) – Landrain                                       | kreisfreie Stadt       | 51.5054722 11.9712222 | 1893                                    |                                |            |                                                                          |
| Halle (Saale) – Giebichenstein                                 | kreisfreie Stadt       | 51.5053333 11.9621944 | 1913                                    |                                |            |                                                                          |
| Harzgerode – Neuer Wasserturm                                  | Harz                   | 51.641282 11.136997   | 1942                                    |                                |            | denkmalgeschützt (Nr. 094 84547)                                         |
| Havelberg                                                      | Stendal                | 52.8281 12.0804       | 1890                                    | 150                            | 34         |                                                                          |
| Havelberg                                                      | Stendal                | 52.8315 12.06393      | 1890                                    |                                |            |                                                                          |
| Hecklingen – Groß Börnecke                                     | Salzlandkreis          | 51.8835 11.4656       | 1913                                    | 100                            | 32,7       |                                                                          |
| Hohe Börde – Eichenbarleben                                    | Börde                  | 52.1645 11.396        | 1876: Umbau vom Wehrturm zum Wasserturm |                                |            |                                                                          |
| Hohenmölsen                                                    | Burgenlandkreis        | 51.155633 12.102577   | 1912                                    | 150                            |            |                                                                          |
| Hohenmölsen – Oberwerschen                                     | Burgenlandkreis        | 51.127244 12.058689   |                                         |                                |            | denkmalgeschützt (Nr. 094 97760)                                         |
| Hohenmölsen – Zembschen                                        | Burgenlandkreis        | 51.138852 12.094756   |                                         |                                |            | denkmalgeschützt (Nr. 094 87092)                                         |
| Iden (Altmark) – Kannenberg                                    | Stendal                | 52.7955 11.9824       |                                         |                                |            |                                                                          |
| Jerichow                                                       | Jerichower Land        | 52.5003 12.0338       | 1899                                    |                                |            |                                                                          |
| Jerichow                                                       | Jerichower Land        | 52.5023333 12.0271944 | ca. 1922                                |                                |            |                                                                          |
| Kalbe (Milde)                                                  | Altmarkkreis Salzwedel | 52.6562 11.3737       | 1953                                    |                                |            |                                                                          |
| Klostermansfeld                                                | Mansfeld-Südharz       | 51.5798 11.4866       | 1913                                    | 100                            | 31         |                                                                          |
| Klostermansfeld                                                | Mansfeld-Südharz       | 51.575 11.4923        |                                         |                                |            |                                                                          |
| Könnern                                                        | Salzlandkreis          | 51.6725 11.78275      |                                         |                                |            |                                                                          |
| Köthen (Anhalt) – Bahnhof                                      | Anhalt-Bitterfeld      | 51.7515278 11.9908333 | 1912                                    | 200                            | 30         |                                                                          |
| Köthen (Anhalt) – Lohmannstraße                                | Anhalt-Bitterfeld      | 51.7461389 11.9791944 | ~1890                                   | 500                            |            | denkmalgeschützt (Nr. 094 17551)                                         |
| Köthen (Anhalt)                                                | Anhalt-Bitterfeld      | 51.7540833 11.9735833 |                                         |                                |            | als Teil der Brauerei denkmalgeschützt (Nr. 094 70937)                   |
| Lutherstadt Eisleben – Bischofsrode                            | Mansfeld-Südharz       | 51.4854 11.5247       | 1914                                    | 75                             | 25         |                                                                          |
| Lutherstadt Eisleben                                           | Mansfeld-Südharz       | 51.5163 11.5537       |                                         |                                |            |                                                                          |
| Lutherstadt Wittenberg – Labetz                                | Wittenberg             | 51.8755 12.687        | 1938                                    |                                | 34         |                                                                          |
| Lutherstadt Wittenberg                                         | Wittenberg             | 51.8661389 12.660722  |                                         |                                |            |                                                                          |
| Lutherstadt Wittenberg                                         | Wittenberg             | 51.8646944 12.6209444 |                                         |                                |            |                                                                          |
| Lutherstadt Wittenberg                                         | Wittenberg             | 51.8644167 12.6724167 |                                         |                                |            |                                                                          |
| Kamin der SKW Stickstoffwerke Piesteritz                       | Wittenberg             | 51.874467 12.579745   |                                         |                                | 120        | einstiger Schornsteinbehälter, Behälter wurde nach 2005 (wann?) entfernt |
| Lützen                                                         | Burgenlandkreis        | 51.259116 12.14611    |                                         |                                |            | denkmalgeschützt (Nr. 094 15453)                                         |
| Magdeburg – Salbke                                             | kreisfreie Stadt       | 52.08234 11.66707     | 1895                                    | 1000                           | 35,6       | denkmalgeschützt (Nr. 094 80856 001)                                     |
| Magdeburg – Buckau                                             | kreisfreie Stadt       | 52.103792 11.637406   | 1886                                    |                                |            | denkmalgeschützt (Nr. 094 71140)                                         |
| Magdeburg – Leipziger Straße                                   | kreisfreie Stadt       | 52.1077222 11.6184722 |                                         |                                |            |                                                                          |
| Magdeburg – Alte Neustadt                                      | kreisfreie Stadt       | 52.1455 11.6559167    |                                         |                                |            |                                                                          |
| Merseburg – St. Sixti                                          | Saalekreis             | 51.351777 11.996657   | 1889 Kirchturm zum Wasserturm umgebaut  | 770                            |            | als Teil der Kirche denkmalgeschützt (Nr. 094 20287)                     |
| Merseburg – Bahnhof                                            | Saalekreis             | 51.355281 11.990738   | 1906                                    | 50                             |            | denkmalgeschützt (Nr. 094 20903)                                         |
| Merseburg – Blancke-Werke                                      | Saalekreis             | 51.36104 11.990757    | um 1910                                 |                                |            | Teil der Blancke-Werke                                                   |
| Möckern – Loburg                                               | Jerichower land        | 52.1165 12.0855       | 1903                                    |                                |            |                                                                          |
| Möser – Lostau                                                 | Jerichower land        | 52.2155278 11.7286944 |                                         |                                |            |                                                                          |
| Naumburg (Saale) – Crölpa-Löbschütz                            | Burgenlandkreis        | 51.0954 11.7308       | 1935                                    | 200                            | 28         | denkmalgeschützt (Nr. 094 95627)                                         |
| Naumburg (Saale)                                               | Burgenlandkreis        | 51.1498889 11.8076667 |                                         |                                |            |                                                                          |
| Naumburg (Saale)                                               | Burgenlandkreis        | 51.1612 11.7918       |                                         |                                |            |                                                                          |
| Nebra (Unstrut)                                                | Burgenlandkreis        | 51.2841 11.5698       |                                         |                                |            |                                                                          |
| Nienburg (Saale)                                               | Salzlandkreis          | 51.836577 11.763628   | 1903                                    |                                | 36         | denkmalgeschützt (Nr. 60202)                                             |
| Oebisfelde-Weferlingen – Oebisfelde                            | Börde                  | 52.4399 10.9914       |                                         |                                |            |                                                                          |
| Oebisfelde-Weferlingen – Oebisfelde                            | Börde                  | 52.4403 10.9914       |                                         |                                |            |                                                                          |
| Oebisfelde-Weferlingen – Oebisfelde                            | Börde                  | 52.4265 10.9855       |                                         |                                | 27         |                                                                          |
| Oebisfelde-Weferlingen – Weferlingen                           | Börde                  | 52.3161667 11.0316389 |                                         |                                |            | denkmalgeschützt (Nr. 094 30504)                                         |
| Oschersleben (Bode) – Peseckendorf                             | Börde                  | 52.023684 11.317778   | 1904                                    | 14                             | 25         | denkmalgeschützt (Nr. 094 96380)                                         |
| Oschersleben (Bode)                                            | Börde                  | 52.0303 11.2317       | 1901                                    |                                |            |                                                                          |
| Quedlinburg                                                    | Harz                   | 51.7840278 11.1496389 | 1908                                    |                                |            |                                                                          |
| Quedlinburg                                                    | Harz                   | 51.7830278 11.1407222 |                                         |                                |            |                                                                          |
| Quedlinburg – Kleiner Strohberg                                | Harz                   | 51.7886389 11.1313889 | 1881                                    |                                |            | denkmalgeschützt (Nr. 094 46639)                                         |
| Quedlinburg                                                    | Harz                   | 51.7885266 11.1568926 |                                         |                                |            |                                                                          |
| Quedlinburg                                                    | Harz                   | 51.7896389 11.1598611 |                                         |                                |            |                                                                          |
| Querfurt                                                       | Saalekreis             | 51.3876111 11.6043889 | 1900                                    |                                |            | stand zeitweise unter Denkmalschutz                                      |
| Rogätz – Klutturm                                              | Börde                  | 52.3116675 11.7630756 | 1924 Bergfried zum Wasserturm umgebaut  |                                | 32         | denkmalgeschützt (Nr. 094 70558)                                         |
| Salzatal – Beesenstedt                                         | Saalekreis             | 51.5655556 11.7293889 | 1904                                    |                                |            |                                                                          |
| Salzatal – Beesenstedt                                         | Saalekreis             | 51.5643056 11.7309722 | ~1970                                   |                                |            |                                                                          |
| Salzwedel                                                      | Altmarkkreis Salzwedel | 52.8505 11.1583       | 1903                                    |                                | 43,7       |                                                                          |
| Salzwedel                                                      | Altmarkkreis Salzwedel | 52.8586 11.1561       |                                         |                                |            |                                                                          |
| Salzwedel                                                      | Altmarkkreis Salzwedel | 52.8575 11.1676       |                                         |                                |            |                                                                          |
| Sangerhausen                                                   | Mansfeld-Südharz       | 51.4786944 11.2844722 | 1905                                    | 500                            |            |                                                                          |
| Schönebeck (Elbe)                                              | Salzlandkreis          | 52.0198 11.6881       |                                         |                                |            |                                                                          |
| Schönebeck (Elbe)                                              | Salzlandkreis          | 52.014 11.6896        |                                         |                                |            |                                                                          |
| Schwanebeck – Nienhagen                                        | Harz                   | 51.9504 11.1696       |                                         |                                |            |                                                                          |
| Seegebiet Mansfelder Land – Röblingen am See                   | Mansfeld-Südharz       | 51.4600556 11.6759444 | 1902                                    |                                |            |                                                                          |
| Seeland – Frose                                                | Salzlandkreis          | 51.7974 11.3726       | 1906                                    | 100                            | 28         |                                                                          |
| Seeland – Hoym                                                 | Salzlandkreis          | 51.7885 11.3324       | 1936                                    | 300                            | 46         |                                                                          |
| Seeland – Nachterstedt                                         | Salzlandkreis          | 51.814391 11.31768    |                                         |                                | 100        | Schornsteinbehälter                                                      |
| Staßfurt – Athensleben                                         | Salzlandkreis          | 51.8968 11.5246       | 1912                                    | ~50                            |            | denkmalgeschützt (Nr. 094 90160)                                         |
| Staßfurt – Löderburg                                           | Salzlandkreis          | 51.8716389 11.546     | 1926                                    | 200                            | 38         | denkmalgeschützt (Nr. 094 95820)                                         |
| Staßfurt – Neundorf (Anhalt)                                   | Salzlandkreis          | 51.8200833 11.5749167 |                                         |                                |            |                                                                          |
| Staßfurt                                                       | Salzlandkreis          | 51.8572 11.581        |                                         | 1450                           | 28         |                                                                          |
| Staßfurt                                                       | Salzlandkreis          | 51.8344 11.6075       |                                         |                                |            |                                                                          |
| Steigra – Kalzendorf                                           | Saalekreis             | 51.3005 11.6669       | 1887                                    | 100                            | 15         |                                                                          |
| Steigra – Albersroda                                           | Saalekreis             | 51.2841 11.7158       | 1894                                    | 40                             | 10         |                                                                          |
| Steigra – Jüdendorf                                            | Saalekreis             | 51.3114444 11.6910278 | 1909                                    |                                |            |                                                                          |
| Steigra – Schnellroda                                          | Saalekreis             | 51.2943611 11.7122778 | 1902                                    | 35                             | 10         |                                                                          |
| Stendal                                                        | Stendal                | 52.5952 11.85         |                                         |                                |            |                                                                          |
| Stendal                                                        | Stendal                | 52.6087 11.8303       | 1934                                    | 1000                           | 32         |                                                                          |
| Stößen                                                         | Burgenlandkreis        | 51.1103 11.9276       | 1927                                    |                                |            |                                                                          |
| Tangermünde                                                    | Stendal                | 52.5432 11.968        | 1904                                    |                                | 35         |                                                                          |
| Tangermünde                                                    | Stendal                | 52.545 11.9684        |                                         |                                |            |                                                                          |
| Teutschenthal – Schlossberg                                    | Saalekreis             | 51.44125 11.7920833   | 1885                                    |                                | 30         | denkmalgeschützt (Nr. 094 55644)                                         |
| Teutschenthal                                                  | Saalekreis             | 51.4664722 11.795083  |                                         |                                |            |                                                                          |
| Teutschenthal                                                  | Saalekreis             | 51.4673611 11.7990833 |                                         |                                |            |                                                                          |
| Teutschenthal                                                  | Saalekreis             | 51.4688889 11.7843056 |                                         |                                |            |                                                                          |
| Thale                                                          | Harz                   | 51.743854 11.031986   | 1882                                    |                                |            | denkmalgeschützt (Nr. 094 45271)                                         |
| Wanzleben-Börde – Blumenberg                                   | Börde                  | 52.0349 11.4584       |                                         |                                |            | denkmalgeschützt (Nr. 094 95482)                                         |
| Weißenfels – Obergreißlau                                      | Burgenlandkreis        | 51.170822 11.951301   | 1920                                    |                                | 35         | denkmalgeschützt (Nr. 094 15376)                                         |
| Weißenfels – Großkorbetha Am Bahnhof                           | Burgenlandkreis        | 51.26825 12.022555    |                                         |                                |            | denkmalgeschützt (Nr. 094 66137)                                         |
| Weißenfels – Großkorbetha Kaynaer Straße                       | Burgenlandkreis        | 51.26118 12.028153    |                                         |                                |            | am Bahnhof – denkmalgeschützt (Nr. 094 12176)                            |
| Zerbst (Anhalt)                                                | Anhalt-Bitterfeld      | 51.9604 12.1093       | 1894                                    | 500                            | 38         |                                                                          |
| Zörbig                                                         | Anhalt-Bitterfeld      | 51.616541 12.1235     | 1929                                    | 200                            |            | denkmalgeschützt (Nr. 094 12330)                                         |